# Oonops sativus
Oonops sativus là một loài nhện trong họ Oonopidae.
Loài này thuộc chi Oonops. Oonops sativus được Arthur M. Chickering miêu tả năm 1970.